# Der weiße Dampfer (Film)
Der weiße Dampfer (Originaltitel: Белый пароход, Bely parochod) ist ein sowjetischer Spielfilm der in der Kirgisischen SSR unter der Regie von Bolotbek Schamschijew im Jahr 1976 nach der gleichnamigen Novelle von Tschingis Aitmatow aus dem Jahr 1970, gedreht wurde.

## Handlung
Großvater Momun, ein warmherziger und guter Mensch, wohnt in den Bergen eines Naturschutzgebietes des Tianschan-Gebirges in Kirgisistan mit seiner Tochter Bekei, deren Mann Oroskul, der als Förster arbeitet, und seiner zweiten Frau Großmutter Karys. Maltschik ist der 7 Jahre alte Enkel Momuns, den er zur Pflege hat, denn seine andere Tochter lebt mit einem neuen Mann in der Stadt und Maltschik stört da nur. Dem wurde erzählt, dass sein Vater auf einem weißen Dampfer auf dem nahegelegenen Yssyk-Köl-See als Matrose arbeitet. Außerdem wohnen noch der Waldarbeiter Seidachmat und dessen Frau Guldschamal auf dem abgeschiedenen Grundstück.
Eines Tages reitet der Großvater mit dem Jungen in die nächste Stadt, um einem Bekannten die letzte Ehre zu erweisen. Auf dem Rückweg sehen sie sich die Schule an, in die Maltschik ab dem Herbst gehen wird und der Großvater verspricht, ihn immer mit dem Pferd dorthin zu bringen und auch wieder abzuholen. Bei einem fahrenden Händler kauft Momun dem Jungen für die Einschulung eine Aktentasche, die diesem viel Freude bereitet, was er auch jedem zu Hause sofort zeigen muss. Für seine Oma, eine streitsüchtige Frau, ist das nur rausgeschmissenes Geld, denn eine aus Stoffresten selbstgenähte Tasche hätte es auch getan. Sie schickt den Jungen lieber zum Hüten eines Kälbchens auf die Wiese. Doch Maltschik, der nicht mit Gleichaltrigen zusammen kommt und fast immer mit sich selbst spielen muss, will erst noch all den Tieren, Bäumen, Phantasiegestalten und Wolken in der Umgebung das Geschenk zeigen und beschließt dann, mit einem Fernglas auf dem See den weißen Dampfer zu suchen, um danach im Gebirgsbach zu baden.
Zu Hause muss er sich wieder vor dem bösen und tyrannischen Onkel Oroskul schützen. Dieser ist unzufrieden mit seinem Leben, war er doch schon einmal Direktor. Noch mehr ist er aber frustriert, weil ihm seine Frau Bekei kein Kind schenkt. Deshalb trinkt er sehr viel Alkohol und schlägt sie oft. Der Junge flüchtet in solchen Momenten immer in seine Phantasiewelt. Dazu gehört auch die vom Großvater oft erzählte Geschichte von der weißen gehörnten Hirschmutter, die einst während eines Überfalls auf die kirgisischen Stämme, bei dem bis auf eine Ausnahme, alle Anwesenden getötet wurden, einen in seiner Wiege liegenden Säugling hilflos auf einem Fluss treibend fand, bis dieser von ihr ans Ufer gerettet und wie ein eigener Sohn aufgezogen wurde. Als er groß war, wurde er mit einer ihrer Töchter verheiratet, somit konnte das Volk der Kirgisen vor der Ausrottung bewahrt werden.
Im Herbst macht Oroskul wieder krumme Geschäfte, indem er im Wald geschützte Bäume fällt und verkauft. Dazu braucht er Momuns Hilfe, doch der will erst einmal den Jungen an seinem ersten Tag zur Schule bringen. Nach seiner Rückkehr hilft er seinem Schwiegersohn beim Transport der Baumstämme, doch als Momun seinen Enkel wieder abholen will, lässt das Oroskul nicht zu und schlägt ihn sogar. Jetzt will der Großvater den Jungen endgültig von der Schule abholen, doch der ist nicht mehr da und hat bei seinem Freund, dem Kraftfahrer Kulubek Hilfe gesucht. Dort findet ihn auch der Großvater und reitet mit ihm nach Hause. Hier wieder angekommen bekommt er großen Ärger mit seiner Frau, weil er seinen Schwiegersohn mit den Baumstämmen alleingelassen hat. Dieser hat in seiner Wut seine Frau wegen ihrer Kinderlosigkeit aus dem Haus geschmissen und auch dem Schwiegervater gab er zu verstehen, dass er ihn nicht mehr braucht. Als Maltschik die Hilflosigkeit seines großen Vorbilds sieht, rennt er in den Wald und weint sich aus. Während er sich dort umschaut sieht er ganz in der Nähe am Fluss ein Rudel Maral-Hirsche, die nach vielen Jahren das erste Mal wieder in der Gegend auftauchen und völlig angstfrei sind, da sie keine Menschen kennen.
Durch diese ganze Aufregung wird der Junge krank und bekommt Fieber. Er geht vor die Tür und bekommt zu sehen, dass sein Großvater dem Onkel Oroskul bei der Zerlegung und Zubereitung eines frisch erlegten Hirsches hilft und sich wegen seiner Hilflosigkeit betrinkt. Maltschik verbindet den Tod des Tieres mit den Geschichten des Großvaters und möchte nicht mehr bei ihm bleiben. Unter Tränen ruft er seinem Papa im Fieberwahn über den See zu, dass er jetzt zu ihm auf den weißen Dampfer kommt und geht ins Wasser, um zu ihm zu schwimmen.

## Produktion
Der in Farbe gedrehte Film hatte am 22. November 1976 unter dem Titel Белый пароход in der sowjetischen Hauptstadt Moskau Premiere. Die erste Aufführung in der DDR erfolgte am 9. April 1976 im Rahmen der VIII. Informationsschau neuer sowjetischer Filme in der Originalfassung und simultan übersetzt im Berliner Kino International. Die deutsche Fassung wurde vom DEFA-Studio für Synchronisation bearbeitet und hatte am 7. April 1977 ebenfalls im Kino International sowie im Kino Astra in Berlin-Johannisthal Premiere. Im 1. Programm des Fernsehens der DDR wurde der Film am 28. Dezember 1977 zum ersten Mal gesendet.

## Synchronisation
| Rolle            | Darsteller            | Synchronsprecher     |
| ---------------- | --------------------- | -------------------- |
| Maltschik        | Nurgasy Sydygalijew   | Gregor Seemann       |
| Großmutter Karys | Sabira Kumuschalijewa | Ruth Kommerell       |
| Onkel Oroskul    | Orosbek Kutmanalijew  | Hans-Joachim Hanisch |
| Großvater Momun  | Assankul Kuttubajew   | Jochen Thomas        |
| Guldschamal      | Ajturgan Temirowa     | Blanche Kommerell    |
| Bekei            | Nasira Mambetowa      | Roswitha Hirsch      |
| Kulubek          | Tschorobek Dumanajew  | Holger Mahlich       |

## Kritik
Helmut Ullrich schrieb in der Neuen Zeit, dass die Umsetzung des Romans ins Bildhafte nicht ganz gelungen ist, da der Film dem genauen, selbstverständlichen und ideentiefen Erzählen Aitmatows nicht gerecht wird.
Das Lexikon des internationalen Films bezeichnete den Film als eine poetische, feinfühlige Naturfabel mit hohem moralischem Anspruch.

## Auszeichnungen
- 1976: Großer Preis des 9. Allunionsfilmfestivals der UdSSR: Bester sowjetischer Film 1975[5]